# Марцеліна Чарторийська
Марцеліна Чарторийська (до шлюбу Радзивілл; 18 травня 1817, Підлужне — 5 червня 1894, Краків) — польська піаністка, громадська діячка, меценатка, благодійниця, господиня музичного салону.

## Діяльність в Європі

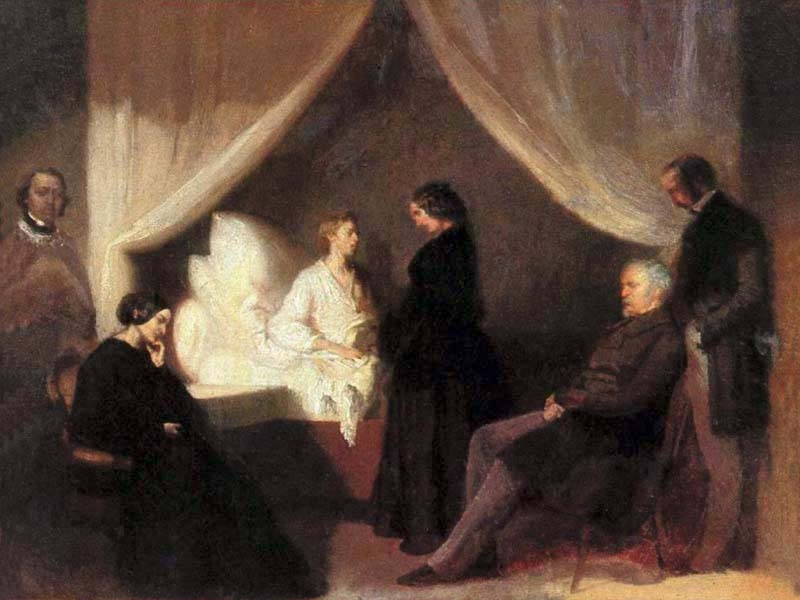
Останні хвилини Фридерика Шопена. Біля ліжка стоїть Чарторийська (худ. Теофіл Квятковський 1849 або 1850 рік)

З п'яти років залишилася у Відні, де навчалася грі на фортепіано у Карла Черні, учня Бетховена. 
У 1840 році стала дружиною принца Олександра Ромуальда Чарторийського, племінника князя Адама Чарторийського. 
Через вісім років, після вигнання з Відня австрійською владою, переїхала до Парижа, де брала уроки гри на фортепіано у Фридерика Шопена. Цитуючи графа Станіслава Тарновського, Шопен, «побачивши в ній такий незвичайний талант, старанно навчав її і бесідами»; Фердинанд Гезік, у свою чергу, заявив, що «ніхто, крім місіс Санд, не міг поводитися з ним так, як герцогиня; він ніколи не почувався таким спокійним, таким щасливим у чиємусь товаристві». Вона була присутня при смерті Шопена в 1849 році.
Чарторийська часто подорожувала Європою, даючи благодійні концерти, іноді за участю видатних віртуозів; серед них були Анрі В'єтамп, Огюст Франшом, Полін Віардо та Ференц Ліст. Її репертуар Шопена включав обидва фортепіанні концерти та сонату сі-бемоль мінор. У Парижі Чарторийська грала в «Залі Герц» сольно або з артистами такого рангу, як: О. В'єтамп, Д. Алар, П. Віардо-Гарсія, А. Франшем. У день іменин Шопена, 5 березня 1855 року, разом із чудовим віолончелістом вона організувала концерт для бідних і хворих поляків із творами Шопена та Моцарта.

## Діяльність у Польщі
У 1856–1858 роках Марцеліна Чарторийська неодноразово відвідувала Польщу. Давала концерти у Львові, Познані та Кракові, виконуючи Фортепіанний концерт Шопена мі мінор у супроводі Владислава Желенського. У 1867 році вона назавжди повернулася на батьківщину, спочатку мешкала у Львові, а з 1870 року — у Кракові, на віллі Деціуша у Волі Юстовській. Вела будинок відкритих дверей, який незабаром став відомим музичним салоном. Другою її резиденцією в Кракові був Палац вольбромських старост на вул. Славковській, 5. Цю будівлю придбали Олександр і Марцеліна Чарторийські у другій половині XIX століття, який був призначений для їх муніципального центру. Перебудову палацу для нових власників здійснив у 1875 році архітектор Максиміліан Нітш. Елегантно мебльовані інтер'єри містили витвори мистецтва та історичні пам'ятні речі, пов'язані з історією Польщі та історією родини Чарторийських. Головний зал палацу — мармур — призначався для концертних цілей. Чарторийська давала там фортепіанні концерти для гостей, запрошених по середах. Кімната була прикрашена каміном, на якому стояв мармуровий бюст Шопена, а все доповнювалося шовковими шторами з вишитим гербом «Погоня» — гербом Чарторийських. Портрет Адама Чарторийського роботи Делароша, портрет Олександра Чарторийського, написаний Генриком Родаковським, та портрет Марцеліни Чарторийської роботи Яна Матейка. У кабінеті господині було ще два цінні полотна: «Смерть Адама Чарторийського» Ле Ру та «Матек Боркович» Матейка. Резиденція на вулиці Славковській 10 років була у власності родини Чарторийських. У 1886 році її перебудували на представницький «Ґранд-готель».

### Викладацька діяльність у Кракові
Чарторийська не обмежувалася «музичними салонами», які регулярно організовували щосереди в палаці, також вона була ініціатором публічних музичних заходів. Вона була протектором Краківського музичного товариства і завдяки своїм дипломатичним зусиллям з владою у Відні сприяла відкриттю музичної консерваторії (1888). Польські піаністи Наталія Янота, Цецилія Дзялинська та Олександр Михаловський скористалися її порадами щодо фортепіано. Міхаловському ми завдячуємо повідомленням про те, як Чарторийська виконувала мазурки Шопена: контраст корчми та вітальні, буденність і вишуканість. Таке бачення мало вийти від самого композитора.

### Соціальна активність
Після смерті чоловіка у 1886 році Марцеліна Чарторийська припинила публічні виступи, присвятивши себе благодійності. З її ініціативи, серед іншого, була заснована дитяча лікарня св. Луїса. Похована на Раковицькому цвинтарі в монашому вбранні як кармелітка-терція.